# Augusto de Paiva Bobela da Mota
Augusto de Paiva e Palma Pacheco Bobela da Mota ComA (Coimbra, 11 de Outubro de 1879 - Abrantes, 29 de Abril de 1931) foi um militar português.

## Biografia
Filho de Raimundo Pereira da Silva da Mota, Lente da Faculdade de Medicina da Universidade de Coimbra, e de sua mulher Maria José de Paiva e Palma Velho Pacheco González-Bobela, Senhora da Casa dos Telheiros, em Alferrarede.
Oficial Capitão-Tenente da Armada Portuguesa, atingiu o posto de Capitão-de-Mar-e-Guerra.
Foi Governador Interino da Índia Portuguesa entre Junho e Novembro de 1919.
A 11 de Março de 1919 foi feito Comendador da Ordem Militar de São Bento de Avis.
Casou primeira vez a 16 de Março de 1904 com Maria Luísa de Antas de Loureiro de Macedo (25 de Janeiro de 1876 - 17 de Janeiro de 1923), filha de Alfredo de Antas da Cunha e Brito Lopes de Macedo e de sua mulher Capitolina Maria de Almeida de Loureiro, bisneta do 1.º Barão de São José de Porto Alegre, da qual teve dois filhos e uma filha:
- Alfredo Jorge de Macedo Bobela da Mota (25 de Agosto de 1904 - ?), casada com Lídia da Cruz Bento, da qual teve uma filha e um filho:[4]
  - Maria Luísa Bento Bobela da Mota,[4] casada com António Alberto Cavaleiro de Ferreira Coutinho da Silveira Ramos, com geração
  - Augusto José Bento Bobela da Mota,[4] solteiro e sem geração
- Maria Heloísa de Macedo Bobela da Mota (23 de Dezembro de 1906 - ?), casada em 1923 com Artur de Sampaio Torres Fevereiro, com geração[5]
- Augusto José de Macedo Bobela da Mota (Goa, 8 de Abril de 1918 - Lisboa, 9 de Junho de 2002), Aluno do Colégio Militar,[4] casado com Maria Luísa Macieira de Barros, da qual teve quatro filhas:
  - Maria Luísa de Barros Bobela da Mota (11 de Novembro de 1944), solteira e sem geração
  - Maria Carolina de Barros Bobela da Mota, casada com ... Bruto da Costa, de ascendência Goesa, com geração
  - Maria Cristina de Barros Bobela da Mota, casada com David Andrew (David André) Kirkby, Britânico, com geração
  - Maria Heloísa de Barros Bobela da Mota, casada com António Grevi de Figueiredo de Albuquerque (Nampula, 17 de Setembro de 1951 - Lisboa, 6 de Abril de 1991), de ascendência Goesa, com geração

Casou segunda vez com Maria de Almada de Albuquerque do Amaral Cardoso (bap. Abrantes, São Vicente, 27 de Junho de 1888 - Abrantes, 14 de Janeiro de 1984), da qual teve uma filha:
- Maria Amélia de Almada de Albuquerque Bobela da Mota (Abrantes, 2 de Maio de 1929 - Abrantes, São Vicente, Palácio Almada, 25 de Junho de 2010), casada com Carlos Maria Bastos Carreiras (Campo Maior, 10 de Dezembro de 1919 - Abrantes, Janeiro de 2012), Oficial do Exército, do qual teve seis filhos e filhas:
  - José Luís de Albuquerque Bobela Bastos Carreiras, casado com María de los Dolores Gragera Muslera, Espanhola, com geração
  - Maria Teresa de Albuquerque Bobela Bastos Carreiras, casada com João Pedro Pimenta Correia, com geração
  - Maria Isabel de Albuquerque Bobela Bastos Carreiras, casada com Francisco Mascarenhas de Lemos, com geração
  - Maria Cristina de Albuquerque Bobela Bastos Carreiras, solteira e sem geração
  - Maria Paula de Albuquerque Bobela Bastos Carreiras, casada com João Babo Villaverde, com geração
  - João Pedro de Albuquerque Bobela Bastos Carreiras, solteiro e sem geração